# Paquita Sáenz de Urturi
Francisca Sáenz de Urturi Rodríguez, conocida como Paquita Sáenz de Urturi, (Apodaca, Álava, 29 de enero de 1950) es una arqueóloga española.

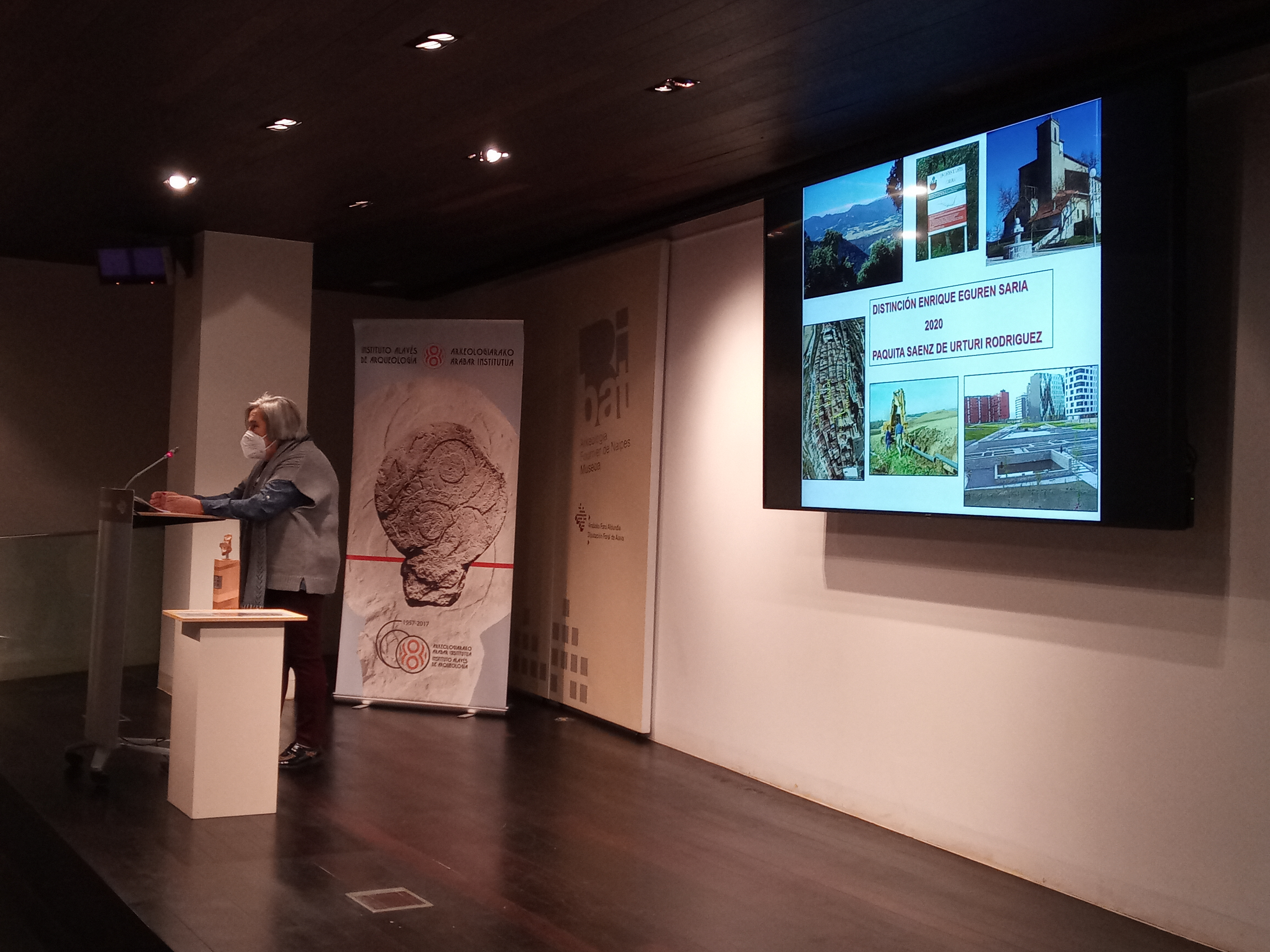
Paquita tras recibir el premio Enrique Eguren 2020, en el museo BIBAT el 18 de diciembre de 2021.

## Biografía
Francisca Sáenz de Urturi Rodríguez, conocida como Paquita, nació en Apodaca, Álava, en 1950. Estudió la licenciatura de Filosofía y Letras en la Universidad de Navarra y en 1975 presentó la memoria de licenciatura titulada Cerámica a torno de la segunda Edad del Hierro en Álava. Master en Museología y Patrimonio Histórico-Artístico.

## Trayectoria profesional
Comenzó a excavar con 19 años, siendo una de las primeras mujeres arqueólogas profesionales en el País Vasco.
Ha trabajado sobre muchas épocas y yacimientos a través de Álava. Una de sus excavaciones más conocidas es la que dirigió y realizó durante 23 campañas, de 1975 a 1997, en Los Castros de Lastra (Caranca, Valdegovía), continuando el trabajo empezado por Jaime Fariña. En ese yacimiento, estudiando el castro de la Edad del Hierro, halló y estudió los restos del poblado medieval  (la iglesia y necrópolis) y, por ello, fue una de las primeras profesionales de la arqueología que trabajó la Edad Media en Álava.
Ha excavado en otros yacimientos: San Andrés (Argote, Treviño), Arcaya (Vitoria), Mariturri (Vitoria), el despoblado de Legardagutxi (Lermanda, Vitoria), Casco Viejo de Vitoria y de Laguardia, municipio de Valdegovía, etc. Ha sido descubridora de abundantes yacimientos como, por ejemplo, en control de grandes obras como regadíos, y dirigió y realizó los trabajos para limitar el yacimiento de Arkaia que se hicieron previamente a convertirlo en Bien Cultural Calificado.
Sus trabajos de investigación tratan sobre Álava, desde la Edad del Bronce hasta hoy en día: la cerámica de todas épocas, epigrafía romana, la calzada romana, instrumentos de hueso de época romana (agujas), estelas discoideas medievales, cuevas artificiales, poblamiento rural y urbano (villas), y muchos otros. Ha sido miembro y colaboradora activa del Instituto Alavés de Arqueología. Desde 1977 ha publicado artículos de investigación en su revista Estudios de Arqueología Alavesa.

## Premios y reconocimientos
- 2020 Premio Enrique Eguren por su trayectoria profesional.[12][13]